# Рипсиме
Рипсиме (Rhipsime, Hripsime; Рипсимия; на арменски: Հռիփսիմէ; Ripsimeor Arsema; *около 280, Рим; † 301, Вагаршапат, Армения) е раннохристиянска мъченица и първата светица на Армения. Чества се от православната църква на 30 септември, от католическата църква на 29 септември, на 4 юни от арменската апостолическа църква, и на 9 октомври от етиопската православна църква.

## Биография
Макар че прекарва началото на живота си в Рим, Рипсиме вероятно произхожда от знатните съсловия на Велика Армения, тогава - съюзна на Римската империя държава, непрестанно заплашена от завладяване от страна на персите. 
В началото на управлението на император Диоклециан тя заминава, като част от група монахини, предвождани от игуменка на име Гайания за град Александрия в Египет. Съществува легенда (вероятно съчинена въз основа на действителната история на дъщерята на Диоклециан Галерия Валерия - също съпричастна към християнството), според която причината да тръгнат натам била, че Диоклециан се влюбил в Рипсиме, но тя отблъснала попълзновенията му и станало нужда девиците от манастира й да потърсят убежище в по-далечни краища на империята, а дори - и извън нея - за да избегнат похотта и гнева на владетеля. Действително - след време те отново се местят, отплавайки за Велика Армения. Възможно е допълнителен подтик за това да се явява тъкмо тогава разразилата се разправа на Диоклециан със сектата на манихеите, предхождаща по време Диоклециановите гонения над християните, проведена в Северна Африка с голяма жестокост. Самите християни също се ползват с неприязънта на императора, но по това време все още спрямо тях се предприемат основно административни мерки, с цел ограничаване разпространението на религията им. От друга страна, във Велика Армения, чийто цар Тиридат III (Трдат) e зороастриец, вече повече от 10 години текат безпощадни гонения спрямо християните, започнати след като владетелят проумява каква голяма заплаха за местните езически вярвания е тяхното учение. Възможно е причината за отиването на Рипсиме и нейните спътнички в тази страна да е било желанието им да подкрепят преследваните местни християни. Там всички те, с изключение на една монахиня на име Нина, която успява да избяга в Грузия, където става покръстителка на местното население, сами стават тяхна жертва и загиват обезглавени, а Гайания и още две от най-близките й сподвижнички са одрани живи и удушени със собствените си езици. Същевременно в житията техните страдания са обяснени с особена причина - царят, поразен от голямата й хубост, се опитал да привлече в двореца си Рипсиме, като своя наложница, но тя отказала и той безуспешно се опитал да я изнасили; когато не сполучил и така да я има - решил да я убие, а заедно с нея загинали и посестримите й. Игуменката, която му обещала отначало да повлияе на момичето да му се оттаде, но която всъщност се оказало, че го мами и я окуражава в никакъв случай да не му отстъпва - пострадала най-тежко.
Същата година (301) и донякъде във връзка с тази история, християнството става официална религия във Велика Армения. Предполага се, че това е станало в резултат на обзело владетеля нервно разстройство, окачествявано като бяс. Причината за него е изживеният от царя шок, когато вижда с очите си труповете на монахините. Също така е възможно той да не е изпадал в такова състояние, а да е потърсил в християнството подходяща опора срещу претенциите на Персийската империя към териториите му. Побъркан или не - Тиридат III взема това решение по съвет на своя роднина, партянския благородник Григорий, християнин хвърлен от него в затвора в началото на гоненията (за това, че отказва да участва в жертоприношение на богинята Анахит, която царят смята за своя главна покровителка, срещу партите, както и понеже се оказал отдавна изчезналият и до този момент успяващ да се укрие син на убиеца на баща му цар Хосров). След като е уверен от жена си и сестра си, които тайно изповядват християнството, че Григорий ще успее да му помогне да си върне разсъдъка, той го освобождава и му поверява грижите за себе си и за народа, в резултат на което бързо е излекуван, а народът - в следващите десетилетия напълно покръстен.
През 618 г. се построява първата църква в чест на Света Рипсиме.